# Liu Xiaotong
Liu Xiaotong (Yanbian, 16 febbraio 1990) è una pallavolista cinese, schiacciatrice del Beijing.

## Carriera
La carriera di Liu Xiaotong inizia nei tornei scolastici cinesi, finché nel 2006, notata per le sue evidenti doti fisiche, entra a far parte sedicenne del Beijing, esordendo in Volleyball League A nella stagione 2006-07, retrocedendo al termine del campionato 2009-10.
Dopo una sola annata nella seconda divisione nazionale, è nuovamente in massima serie nel campionato 2011-12, chiudendo in ottava posizione, mentre nel campionato seguente centra l'accesso ai play-off scudetto, terminando tuttavia in quarta posizione; le sue prestazioni le valgono l'esordio in nazionale nel 2013, in occasione di un torneo amichevole.
Col suo club nelle annate seguenti continua a sfiorare l'accesso ai play-off scudetto, ma è con la nazionale che ottiene i risultati migliori: nel 2014, dopo essere stata premiata come miglior schiacciatrice al World Grand Prix, vince medaglia d'argento al campionato mondiale 2014 e in seguito si aggiudica l'oro alla Coppa del Mondo 2015, ai Giochi della XXXI Olimpiade di Rio de Janeiro e alla Grand Champions Cup 2017.
Nel campionato 2017-18, dopo l'eliminazione del suo club alla corsa per i play-off scudetto, approda in prestito al Tianjin, vincendo lo scudetto; con la nazionale, nel 2018, conquista la medaglia di bronzo alla Volleyball Nations League.
Nella stagione 2018-19 ritorna al Beijing, ottenendo, nella stessa annata, la vittoria del campionato; con la nazionale, nel 2019, si aggiudica il bronzo alla Volleyball Nations League e al campionato mondiale.

## Palmarès

### Club
- Campionato cinese: 2

2017-18, 2018-19

### Nazionale (competizioni minori)
- Montreux Volley Masters 2016
- Montreux Volley Masters 2017

### Premi individuali
- 2014 - World Grand Prix: Miglior schiacciatrice